# Orbite de transfert géostationnaire
Pour les articles homonymes, voir GTO.

Orbite de transfert en jaune.

Une orbite de transfert géostationnaire est une orbite intermédiaire qui permet de placer des satellites en orbite géostationnaire. Le sigle anglais correspondant est GTO, pour Geostationary Transfert Orbit.
C'est une orbite elliptique, dont le périgée se situe à basse altitude et l'apogée à l'altitude de l'orbite géostationnaire 35 786 km. Le périgée est approximativement à l'altitude de fin de combustion du dernier étage du lanceur, souvent une altitude de l'ordre de 200 km, équivalant, le rayon équatorial de la terre étant de 6 378 km, à une valeur de périgée de 6 578 km. La valeur de l'apogée est approximativement de 42 270 km ou une altitude de 35 786 km par rapport au géoïde terrestre.
Une fois la charge utile — le satellite — arrivée à l'apogée, la propulsion est relancée pour circulariser l'orbite et modifier le plan de l'orbite, ce qui demande de modifier la vitesse (delta-V) d'environ 1 600 m/s. Cela est généralement assuré par un moteur-fusée à ergols solides ou liquides intégré au satellite (moteur d'apogée).
La manœuvre d'apogée doit comprendre également une impulsion permettant de changer le plan orbital (l'inclinaison de l'orbite). Car, après combustion du lanceur et séparation du satellite, l'orbite de transfert est inclinée par rapport au plan de l'équateur, d'un angle équivalent à la latitude de la base de lancement. Or, l'orbite géostationnaire est obligatoirement dans le plan de l'équateur. Cette manœuvre va donc consommer une part plus ou moins importante des ergols situés dans le satellite. D'où le plus grand intérêt des lancements d'une base située le plus proche possible de l'équateur. De plus, la rotation de la terre fournit une vitesse (appelé « effet fronde » de la Terre : +0,46 km/s à partir de Kourou, sachant que le satellite a une vitesse de 7,78 km/s pour une orbite basse), qui est d'autant plus grande qu'on est proche de l'équateur. C'est le grand intérêt — et le succès — du Centre spatial guyanais situé à seulement 5° de latitude nord. Un lancement depuis l'équateur lui-même est encore plus performant, d'où la conception de la plateforme Sea Launch.
La « sur-consommation » d'ergols pour les lancements depuis les autres ports spatiaux, aux latitudes plus élevées, sera préjudiciable à la durée de vie en orbite du satellite et donc de son économie (retour sur investissement).
L'orbite de transfert géostationnaire est très encombrée de débris spatiaux, dont les derniers étages des lanceurs.